# Bloedvatmisvorming
Bloedvatmisvorming is een verzamelnaam voor allerlei aangeboren of verworven afwijkingen waarbij bloedvaten anders zijn gegroeid dan normaal.
Een aantal voorbeelden zijn: 
- de arterioveneuze malformatie (AVM) waarbij bloed direct van een slagader naar een ader stroomt zonder tussenliggende haarvaten
- de angiomen, goedaardige afwijkingen met meer bloedvaten dan normaal, zoals het aardbeihemangioom, en de wijnvlek, de glomustumor en andere.
- het kaposisarcoom is een kwaadaardige tumor met zeer veel bloedvaatjes.
- de naevus araneus is een kleine AVM in de huid
- couperose is een afwijking met een aantal wijdere haarvaten meestal op de wang.
- een spatader is een ader die veel dikker en langer is geworden door het falen van een of meer kleppen.
- het caverneus hemangioom, een misvorming met grote met stromend bloed gevulde holten.
- een lymfatische malformatie, een malformatie in de lymfevaten.